# Judith Quiney
Judith Quiney, nascida Judith Shakespeare (2 de fevereiro de 1585 - 9 de fevereiro de 1662) foi uma das filhas de William Shakespeare e Anne Hathaway, gêmea de Hamnet Shakespeare. Judith casou-se com Thomas Quiney, um taberneiro, e teve três filhos que morreram antes de se casarem, porém Judith morreu aos 77 anos. Pouco se sabe sobre Judith, e os boatos que envolvem religião e sua vida em geral não possuem fontes fortemente confiáveis.